# Uniwersytet Gallaudeta

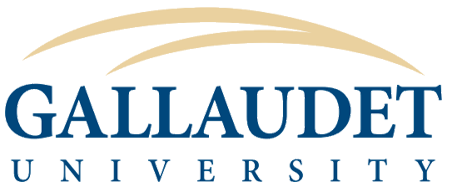
Logo Uniwersytetu Gallaudeta

Uniwersytet Gallaudeta (ang. Gallaudet University) – amerykańska uczelnia w Waszyngtonie założona w 1857 (jako National Deaf Mute College) przez Edwarda Gallaudeta, kontynuującego dzieło rozpoczęte przez jego ojca, Thomasa Gallaudeta (patrona szkoły). W 1864 zyskała status uniwersytetu. 
Jest to pierwsza (i wciąż jedyna) na świecie uczelnia, na której są wykładane przedmioty z zakresu nauk humanistycznych i artystycznych dla osób niesłyszących. Językiem wykładowym na Uniwersytecie Gallaudeta jest amerykański język migowy – jego znajomość jest wymagana od wszystkich studentów (także słyszących). Przyjęte jest, by na terenie kampusu nie posługiwać się językami fonicznym (na przykład wszyscy patrolujący teren uniwersytetu policjanci posługują się sprawnie językiem migowym).
W 1988 protesty studenckie doprowadziły do powołania na stanowisko rektora uczelni osoby głuchej (I. Kinga Jordana). Cała sprawa zyskała rozgłos i przyczyniła się do popularyzacji w Stanach Zjednoczonych wiedzy na temat kultury Głuchych. Rzecz została opisana między innymi przez amerykańskiego psychiatrę Olivera Sacksa, w jego książce Zobaczyć głos.